# Левски (град)
Вижте пояснителната страница за други значения на Левски.
Лѐвски е град в област Плевен, Централна Северна България. Той е административен и стопански център на едноименната община Левски.
По данни на ГРАО към 15 септември 2023 г. в града живеят 9882 души по настоящ адрес и 10 935 души по постоянен адрес.

## География
Община Левски е разположена на територия от 414 км2 в Дунавската равнина, Тученишко-Долноосъмски район. Преобладаващ в общината е равнинният релеф – гр. Левски е разположен на около 60 м надморска височина. Градът се намира на 9 km от Летница, на 54 km от областния център Плевен и на 208 km от столицата София. Климатът е умереноконтинентален, благоприятен за развитието на зърнени, зеленчукови, технически и овощни култури.

## Население
Долната таблица показва изменението на населението на града в периода след Втората световна война (1946 – 2021):
| Левски                                                                                   | Левски | Левски | Левски | Левски | Левски | Левски | Левски | Левски | Левски | Левски | Левски | Левски |
| ---------------------------------------------------------------------------------------- | ------ | ------ | ------ | ------ | ------ | ------ | ------ | ------ | ------ | ------ | ------ | ------ |
| година                                                                                   | 1946   | 1956   | 1965   | 1975   | 1985   | 1992   | 2001   | 2005   | 2007   | 2009   | 2011   | 2021   |
| население                                                                                | 5122   | 8025   | 11 964 | 13 406 | 13 463 | 13 178 | 12 166 | 11 105 | 10 786 | 10 571 | 9872   | 7649   |
| Източник: Национален статистически институт, „Citypopulation.de“ и „Pop-stat.mashke.org“ |        |        |        |        |        |        |        |        |        |        |        |        |

В града живее голяма група цигани бургуджии, според някои оценки около 800 души (2003).

## История
Старото име на Левски (до 1897 г.) е Караагач (от турски – Черен бряст). Днешната гара Левски преди Освобождението от османска власт е била населена предимно от турци. Някои са го наричали Турски Караач, за разлика от с. Български Караач, днешното с. Тотлебен.
През 1880 г. в Турски Караач е имало 1082 жители. Шест години след Освобождението, през 1884 г. се отваря основно училище, а през 1887 г. се построява българска църква.
През 1881 г. правителството на Драган Цанков предлага в Народното събрание да се проучи построяването на жп линия София – Дунава. Със закон от 15 февруари 1883 г. строежът започва. По това време се строи и железопътният възел гара Левски.
Линията е открита официално от княз Фердинанд на 8 ноември 1899 г. с начална гара София – Роман – Плевен – Горна Оряховица – Шумен – Варна.
Село Караач в това време е било невзрачно, потънало в кал, къщите малки и нестабилни. По нищо не могло да се сравнява с близките до него селища като Летница, Александрово и др.
Железницата и построяването на гарата правят селото неузнаваемо и то постепенно изменя своя вид. През 1912 г. се приема и първият му градоустройствен план, което дава възможност да се разраства към гарата. Създават се производствени предприятия и културни учреждения. Построената през 1910 г. мелница „Ориент“ привлича производители от много по-широк регион. В селото се установяват много професии като обущари, шивачи, дюлгери, коларо-железари, дърводелци, хотелиери и др. Предприемчиви търговци от Севлиево, Габрово и Троян навлизат в икономиката на селото с търговски магазини и започват да возят с БДЖ товари за населението като сол, газ, пирони, подкови, каменна сол от Румъния, дървен строителен материал от Балкана, пясък и баластра от Дунава. На територията на селището се открива маслобойна, общинска работилница за консерви. Отваря се и аптека, назначен е фелдшер. Произвеждат се много вина, които се транспортират с бъчви за големите градове и София. Селяните отварят така наречените мази (складове за зърнени храни), изкупуват зърно и чрез гарата ги транспортират за вътрешността на страната – включително за предбалканските краища - Ловешко, Троянско, Габровско, Тетевенско (чрез Червен бряг).
Общината обявява дните 28, 29 и 30 август ежегодно за панаирни дни, дни на срещи на парични и натурални размени на стоки и животни, птици, занаятчийски произведения и дни на семейни и родови срещи.
В началото на 1927 г. започва строежът на птицекланица за износ във вагони на живи птици за Италия и Австрия, финансирана от Италиано – българско експортно дружество „Гуардини, Фачинкани и Сие“ (Милано). С всеки изминал месец работата се увеличава. Първоначално се изнасят живи птици в специални вагони с хранилки и придружители по пътя, които подхранват птиците до Милано. Работната сила в този бизнес се увеличава и това подтиква италианците да инсталират ледогенератор за производство на калъпи лед, посредством ел.агрегат. Така била осветявана птицекланицата, а впоследствие срещу стар мед биват осветени няколко улици в селото. Дневното производство на заклани птици е било от 3 до 5000 броя.
Още през 1912 г. по инициатива на местната интелигенция и с помощта на общината се разкрива прогимназия, а през 1922 г. – непълна гимназия (до 10 клас). През 1939 г. се открива и пълната гимназия. Сегашната гимназия носи името на родения в Левски Крум Попов – първият земеделец кмет на София. Художествената самодейност завладява умовете и сърцата на млади и стари.
Открива се лекарски участък и наред с това в селото се установяват и двама частно практикуващи лекари – д-р Белчев и д-р Николов.
Пред очите на съвременниците израства едно ново селище. И целият му живот е тясно свързан с железопътната линия и оформянето на железопътния възел. Гара Левски става един от важните железопътни пунктове на Централната линия. Населението намира своя поминък предимно в железницата. Новопоселниците работят по строежа на линията, а после остават в групите по поддръжката. Наред с чиновниците по движението, дошли отвън, се обучават и местни младежи. Духът на железничарите започва да властва и става дух на цялото селище.
Тук ще споменем и първия началник станция Левски – със заповед 1354 от 29.10.1899 г. е назначен чиновникът от Каспичанската станция Ат. Велев. Човек с професионален опит и подчертана култура, Велев е бил не само железничар, но в много отношения и учител по железопътно дело на назначените стрелочници, маневристи, кантонери. А вечер е водещият организатор в читалището. Наред с учителя, попа и кмета обликът на железничарските селища до голяма степен се определя и от културата и инициативността на началник станцията.
През 1945 г., година след деветосептемврийския преврат, село Левски става първото село в България, обявено за град от комунистическата власт. В града е основано ОТКЗС „Комуна“.

## Религии
В града и общината живеят православни, католици, мюсюлмани и евангелисти. В града има католическа енория „Свети Йоан XXIII“, а в общината има няколко католически села (Малчика, Трънчовица).

## Политика
- 2015 – Любка Александрова (БСП)
- 2011 – Любка Александрова (БСП) печели на втори тур изборите за кмет – срещу Георги Караджов (Коалиция „За Левски“)
- 2007 – Георги Караджов (Коалиция „За Левски“) печели на втори тур изборите за кмет – срещу Любомир Личков (БСП)
- 2003 – Георги Караджов (Левски в 21 век) печели на втори тур с 57% срещу Румен Бояджиев (Коалиция за България)
- 1999 – Асен Диков (Народен съюз) печели на втори тур с 52% срещу Георги Янков (БСП)
- 1995 – Светлин Ангелов (Предизборна коалиция БСП, БЗНС Александър Стамболийски, ПК Екогласност) печели на първи тур с 52% срещу Николай Колев (СДС)

## Икономика
Град Левски е голям транспортен възел – от главната линия София – Варна, тук влаковете правят връзка за Троян и Ловеч, Свищов. През града преминават два третокласни, но много оживени републикански шосейни пътища – (общо като направления) – Свищов – Левски – Ловеч – Троян и Никопол – Левски – Павликени – В. Търново. На 8 км северно от Левски преминава първокласният път София – (Русе) – Варна. Трасето на бъдещата магистрала „Хемус“ преминава на десетина километра южно от Левски.
Традиционните за Община Левски, много добре развити, хранително-вкусова, машиностроителна и лека промишленост, преживяха тежък период след навлизането на пазарните отношения в България. От около 2000 година се забелязва оживление в икономиката. Увеличават се инвестициите и на местния бизнес, и на външните фирми, работещи на територията на общината.
С отлични позиции и разширяваща се пазарна ниша е „ЕСМОС“ АД – машиностроителен завод, специализиран в производството на машини за преработка и рециклиране на пластмаси. С дългогодишния си опит, значителна производствена база и високи капацитетни възможности, с квалифициран и компетентен персонал, сертифицирано по международните стандарти ISO 2001:2008, ISO 14001:2004 и OHSAS 18001:2007, дружеството е водач в производството на машини за сепариране и рециклиране на Балканския полуостров.
Продължава да разширява дейността си проспериращата „Бултрекс“ООД /продажба и сервиз на селскостопанска техника/. Налице е инвеститорски интерес за изграждане на преработвателни предприятия и други производства. Прекратява дейността си през 2012 година.
Срещу гарата се намира „КИП“-Левски. Това е предприятие от структурата на НК „Железопътна инфраструктура“. Създадено на 1 юли 1977 г. През дългогодишната си история се развива успешно като метрологичен център. Тук се извършва ремонт на уреди от скоростомерна инсталация на локомотиви, проверка на средства за измерване, производство на резервни части за локомотиви.
Основно реконструирани и преоборудвани със средства от САПАРД работят „Мандра-1“ ООД в с. Трънчовица и „Месокомбинат – 2000“ /бивш „Родопа“/ в гр. Левски. Оранжерии „Гимел“ продължават доброто си развитие, което не бе прекъснато и през 90-те години.
Оценявайки предимствата на гр. Левски като местоположение и комуникации, от 2008 г. недалеч от жп гарата се реализира съвместна инвестиция на „Силвамаш“ (България) и шведския гигант ИКЕА.

## Обществени институции
- Читалище „Георги Парцалев“
- Вестникът на Община Левски – „ЛЕВСКИ днес“
- Народно читалище „Просвета“ – основано през 1901 г.

## Образование
- Професионална гимназия по селско стопанство „Никола Йонков Вапцаров“
- Професионална гимназия по транспорт и лека промишленост
- СУ „Крум Попов“
- НУ „Христо Ботев“
- ОУ „Максим Горки“

## Забележителности
- Паметник на Васил Левски (намира се в парка до жп гарата)
- Стар каменен мост – „Римски мост“ (намира се в землището на с. Българене)
- Лесопарк „Шаварна“
- Паметна плоча на кан Кубрат с пръст от гроба му (централна алея)

## Музеи
- Къща музей на Георги Парцалев
- Малък етнографски музей към училище ПГСС Никола Йонков Вапцаров

## Редовни събития
- 18 юли – Празник на град Левски
- Всяка събота – пазарен ден
- Последната събота и неделя на месец август – панаир
- От 2005 г. насам, всяка година в дните около 16 юни (рожден ден на Георги Парцалев) се провежда Фестивал на изкуствата „Парцалев“
- След възстановяване на пистата през 2006 година, на мотополигона „Левски“ край с. Козар Белене (на 4 км от Левски и непосредствено до първокласния път София-Варна) се провежда редовно кръг от националния шампионат по мотокрос „Левски Гран при“

## Личности
- Георги Парцалев – актьор
- Емил Люцканов – висш военен - вицеадмирал, и учен в областта на националната сигурност
- Васил Маринов – писател и журналист, роден в с. Варана
- Камен Асенов – актьор
- Никола Николов – дългогодишен писател и журналист, роден в с. Варана
- Тодор Георгиев Николов – академик и доктор по геология и геолого-минералогическите науки, роден в с. Варана
- Анета Тодорова – журналист и издател
- Галя Колева Топчева – състезател, треньор и съдия по конен спорт от световен мащаб, републикански шампион и носител на многобройни отличия от балкански, европейски и световни първенства
- Веселина Геновска – писател
- Крум Попов – деец на БЗНС, кмет на София (1892 – 1923)
- Любена Нинова – поп певица
- Данела Радкова – певица
- Дончо Цончев – писател
- Людмила Радкова – певица
- Ралица Ангелова – певица (група Тоника)
- Петър Стойчев Пенков – почетен гражданин на гр. Левски
- Христо Ряховски – адвокат, есперантист
- Рени – фолк певица
- Бойка Русанова – певица и музикален учител
- Владимир Иванов – лекар и общественик, дългогодишен ръководител на Централната клинична лаборатория в Медицинския университет в Плевен, бивш председател на Районната лекарска колегия в Плевен и общински съветник
- Иван Кръстев Иванов – писател и автор на произведения за деца, роден в с. Варана на 08.04.1920 г.
- Силвия Великова – журналист
- Илия и Георги Миланови – футболисти на Литекс (Ловеч) и Националния отбор на България
- Григор Вачков – актьор, роден в с. Трънчовица
- Михаил Попов Геновски – български юрист и политик от Българския земеделски народен съюз (БЗНС), министър на земеделието и държавните имоти през 1945 – 1946 година.
- Лиляна Рачкова – герой на социалистическия труд
- Борислав Георгиев Николов – инженер технолог, предприемач, месопреработвател и животновъд, основател и собственик на „Бони Холдинг“ АД